# Alberto Vargas
Pour les articles homonymes, voir Vargas.
Alberto Vargas est un peintre, illustrateur et dessinateur péruvien né le 2 février 1896 à Arequipa et mort le 30 décembre 1982 à Los Angeles. Il est notamment connu pour ses dessins de pin-ups.

## Biographie

### Jeunesse
Joaquin Alberto Vargas y Chavez né à Arequipa en 1896 est le fils ainé d'un photographe prospère, il reçoit la meilleure éducation possible.
En 1911, Max T. Vargas entreprend un voyage vers l'Europe avec deux de ses fils Alberto et Max Jr. Il doit recevoir une médaille d'or à Paris pour une étude photographique qu'il a réalisée dédiée aux ruines incas.
Les garçons sont en route vers la Suisse pour y être scolarisés et éventuellement apprentis, mais l'escale parisienne change la vie d'Alberto à jamais. Pour le jeune Alberto, alors âgé de 15 ans, les musées de Paris sont une révélation. L'art de Jean-Dominique Ingres et d'autres grands maîtres ainsi que les illustrations de Raphael Kirchner dans la revue La Vie parisienne le ravissent.
En 1916, alors que la Première Guerre mondiale fait rage en Europe, Max T. Vargas inquiet, envoie un télégramme urgent demandant à Alberto de se rendre immédiatement à Londres, mais les restrictions imposées par la guerre interrompent son voyage. Sur de nouveaux ordres de son père, Alberto se retrouve sur un bateau à destination de New York, avec une correspondance prévue pour le Pérou.

### Manhattan
À 19 ans, Vargas arrive à Manhattan. Ébloui par la beauté des femmes américaines, (notamment celle de sa future femme à la chevelure rousse Anna Mae Clift), l'attrait et la vitalité de la ville, il décide de ne pas retourner au Pérou pour travailler avec son père ; celui-ci lui présente ses meilleurs vœux et lui annonce qu'il n'aura plus de soutien financier. Le jeune homme livré à lui-même, ne maîtrisant pas la langue anglaise et n'ayant aucun moyen de subsistance évident, comme beaucoup d'immigrants en Amérique, se met en quête de trouver un travail, n'importe lequel.
Vargas trouve d'abord du travail de retouche de négatifs pour un photographe de la Cinquième Avenue, puis son premier emploi artistique chez Butterick Patterns, où il dessine des chapeaux et des visages pour les catalogues. Fin 1917, il vend trois dessins à la plume pour cinq dollars chacun. Après en avoir vendu cinq autres pour 30 dollars chacun, il quitte Butterick pour tenter sa chance en tant qu'artiste indépendant. Il travaille alors pour plusieurs journaux et magazines de New York, et développe sa maîtrise de l'aquarelle. Ses sujets sont désormais presque exclusivement des femmes. Pour obtenir une douceur et une finition à ses portraits, il travaille à l'aérographe, un outil qu'il avait déjà utilisé dans l'atelier de son père.

### Les Ziegfeld Follies
En 1918, après la mort de son dessinateur Raphael Kirchner, Florenz Ziegfeld cherche un remplaçant pour peindre les portraits à l'aquarelle des stars des Ziegfeld Follies pour les placer dans le hall du New Amsterdam Theatre. Jusqu'à la fermeture de la revue en 1931, Alberto Vargas engagé sans contrat en 1919, mais sur un accord d'homme à homme, réalise chaque année environ 12 portraits des stars de la revue Ziegfeld. Florenz Ziegfeld tenait à ce que les images restent décentes, une bonne école pour Vargas,.
En 1930, Anna Mae Clift, ex-danseuse de  la revue Greenwich Village Follies  décide finalement d’épouser Vargas.

### Hollywood
À partir de 1931, pendant les années de dépression, le travail est rare à New York, Alfredo Vargas rejoint Hollywood. En 1933, il réalise l'affiche du film The Sin of Nora Moran, considérée comme l'une des meilleures affiches de l'histoire du cinéma. En 1934, il réalise des portraits publicitaires de stars de cinéma Marlene Dietrich, Barbara Stanwyck, Greta Garbo, Hedy Lamarr, mais aussi le visage joyeux de l'enfant prodige Shirley Temple, il travaille pour les studios de la Fox, puis produit des décors de films pour les studios Warner Brothers.
Mais en 1939 Vargas, se joint à un petit groupe d'artistes du studio pour protester contre les conditions de travail et faire grève. En conséquence, il est rapidement mis sur une liste noire, non seulement de la Warner Brothers mais de tous les studios. La rumeur se répand à Hollywood que Vargas est un communiste. Il ne trouve plus aucun travail et en mai 1940, Vargas retourne à Manhattan.

### Esquire
À Manhattan, la direction du magazine Esquire, cherche à remplacer son dessinateur George Petty. Les amis de Vargas lui conseillent de tenter sa chance auprès du magazine ; Vargas, de nature timide, hésite, puis se décide et finalement signe sans le lire un contrat qui se révèlera être déraisonnable et à double tranchant.
Si le magazine lance la renommée de l'artiste, celui-ci est médiocrement payé et obligé de travailler dans des conditions incroyablement exigeantes. De surcroit Vargas se laisse convaincre de supprimer le « s » de son nom de famille et perd ainsi les droits sur ses images. Jusqu'en 1946,  cent quatre-vingt « Varga Girls » sont créées qui incarnent l'idéal de beauté et sont extrêmement populaires auprès des GI's. Elles décorent leurs casiers, leurs calendriers et même les avions de bombardement pendant la Seconde Guerre mondiale, ce qu'on appelle le nose art, avec lequel les pilotes personnalisaient leurs appareils.
Un procès est finalement enclenché en 1947, d'abord gagné par Esquire, qui fait valoir les clauses des contrats, mais d'appels en contre-appels coûteux, Vargas obtient finalement gain de cause.

### Playboy
À partir de septembre 1960, Hugh Hefner qui avait d'ailleurs travaillé auparavant avec Esquire dans le département publicité jusqu'en 1953, et avait déjà engagé E. Simms Campbell, commence à utiliser régulièrement la Vargas Girl — le « s » est désormais retrouvé — dans les numéros de son magazine. La relation entre Hefner et Vargas, scellée sur une poignée de main, est la plus fructueuse de sa carrière, elle lui assure la sécurité financière, le respect de son talent, dure 16 ans, et aurait probablement continué s'il n'y avait pas eu la mort d'Anna Mae, sa femme et sa muse en 1974,.
Sa production ralentit, en 1979 il conçoit encore la pochette de l'album Candy-O  pour le groupe musical The Cars puis se retire progressivement.
Alberto Vargas meurt d'une crise cardiaque le 30 décembre 1982.

## Technique
Vargas procède en quatre grandes étapes pour la réalisation d'une pin-up. Il dessine d'abord un croquis rapide sur un petit bloc-notes ordinaire. Cette esquisse est ensuite retravaillée sur une plus grande feuille de papier calque. À ce stade Vargas a recours à un modèle s'il a des doutes sur l'anatomie ou pour vérifier la façon dont la lumière éclaire le corps.
Une dernière esquisse préparatoire est réalisée à la craie sur un support plus lourd, généralement du papier vélin épais. De l'aquarelle est parfois ajoutée à cette étude qui peut ensuite être transférée sur un carton d'aquarelle à l'aide d'un papier carbone spécial (papier calque recouvert de craie sur une face).
Après avoir tracé les principaux traits du dessin avec un crayon dur, Vargas lave la planche d'aquarelle et la laisse partiellement sécher, puis il commence à peindre avec des aquarelles mélangées à une petite quantité de glycérine.
La figure est travaillée dans une série de lavis subtils. Les vêtements et les accessoires sont dessinés à la craie ou au crayon sur la figure terminée et sont également complétés à l'aquarelle. Les vêtements sont parfois appliqués sous forme de découpes et attachés à l'œuvre figurative finie.
Vargas utilisait un aérographe qui applique une brume de pigment, sur l'aquarelle terminée pour adoucir et fondre les traits.
Il utilisait un fin pochoir, pour masquer les contours de la figure avant d'utiliser l'aérographe. Ces pochoirs étaient collés sur la planche d'aquarelle pour éviter toute surpulvérisation et, dans la plupart des cas, ils ont laissé un résidu jaune qui auréole la figure.

## Postérité
Pour Elisabeth Richter, du point de vue de l'histoire de l'art contemporain, son esthétique est à mettre en relation avec l'émergence de la culture publicitaire. Elle note que comme les pin-ups ont été réalisées exclusivement pour le regard masculin, Vargas est accusé de sexisme par les féministes. Ses admirateurs, en revanche, le considèrent comme un peintre de la beauté féminine. Aujourd'hui, ses Vargas Girls ont un charme nostalgique. Vargas est le représentant le plus important de la peinture pin-up, à laquelle appartiennent des artistes comme George Petty, Art Frahm (en), Enoch Bolles et aussi des femmes comme Zoë Mozert. Il a une forte influence sur le pop art de Mel Ramos ou Roy Lichtenstein.
Pour commémorer le 100e anniversaire de la naissance de Vargas, une exposition d'originaux de Vargas et de reproductions de haute qualité est organisée au San Francisco Art Exchange. Depuis 1985, date à laquelle la galerie a commencé à vendre des originaux de Vargas et des reproductions de haute qualité la galerie a enregistré des ventes de 14 millions de dollars.
La galerie considère les Vargas Girls comme des icônes importantes pour l'art du XXe siècle.
Pour le 120e anniversaire de sa naissance une exposition est réalisée dans son pays natal.
En 2003, une peinture de Vargas, Trick or Treat, datant de 1967, se vend à 71 600 dollars, un record mondial pour une peinture Vargas Girl.

## Galerie d'images

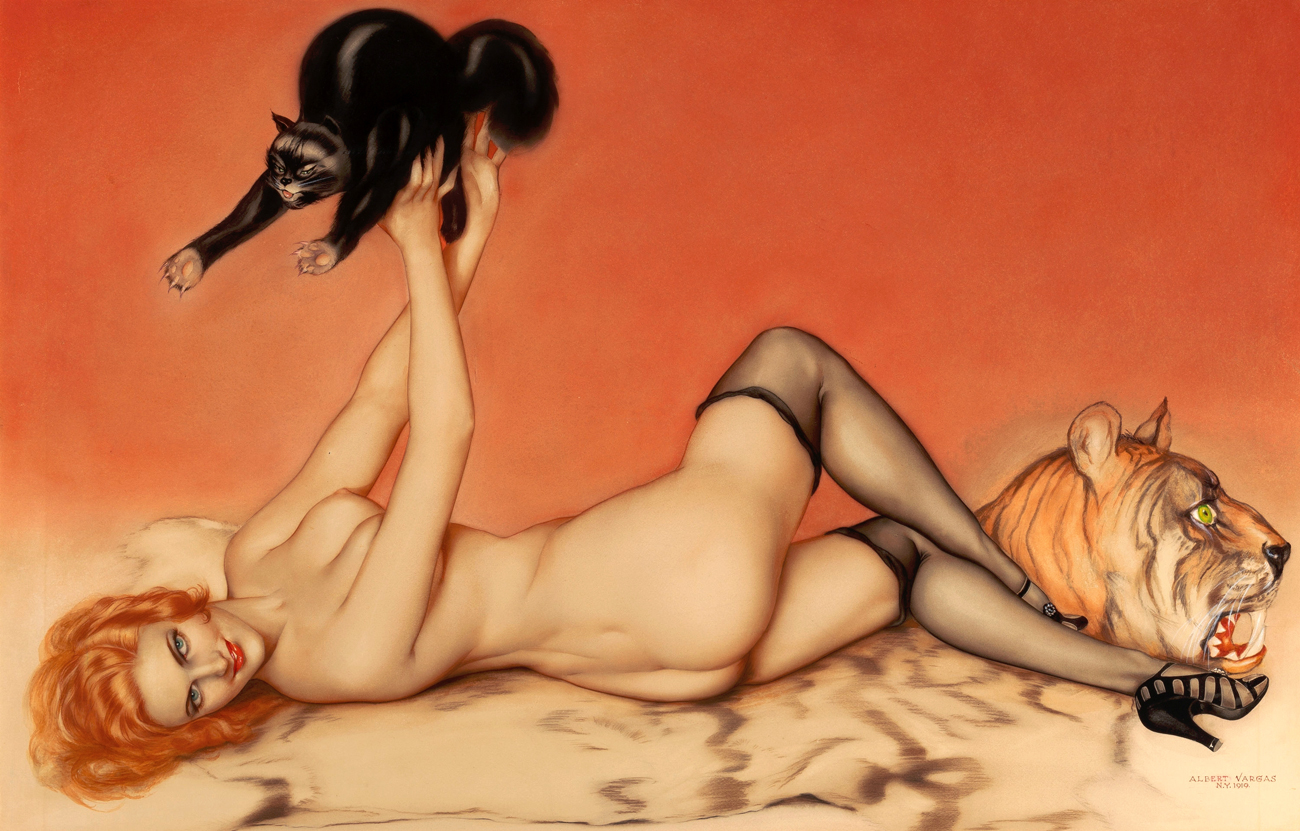
Feline Entre-Act, 1919.
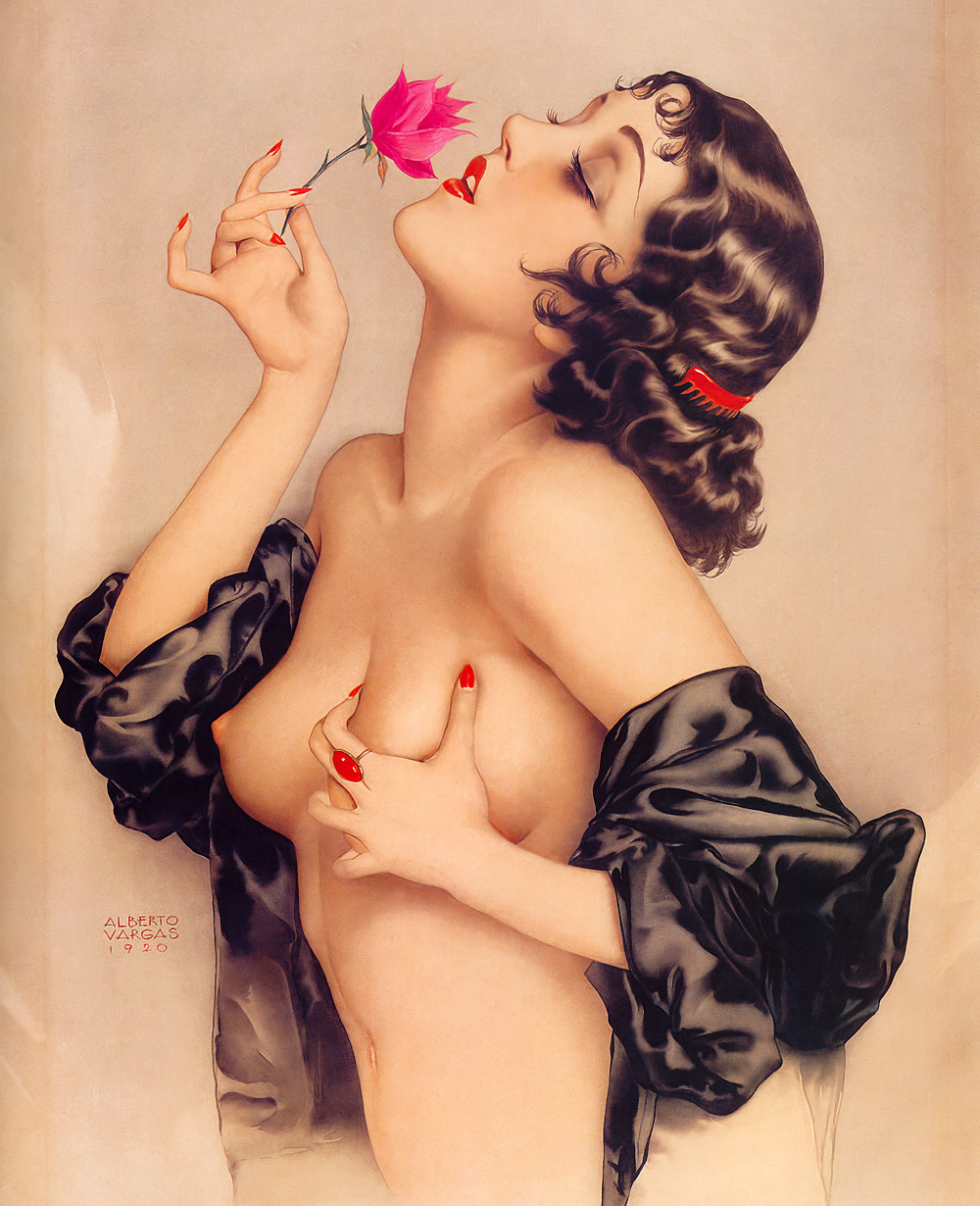
Peinture d'Alberto Vargas représentant l'actrice Olive Thomas en 1920.
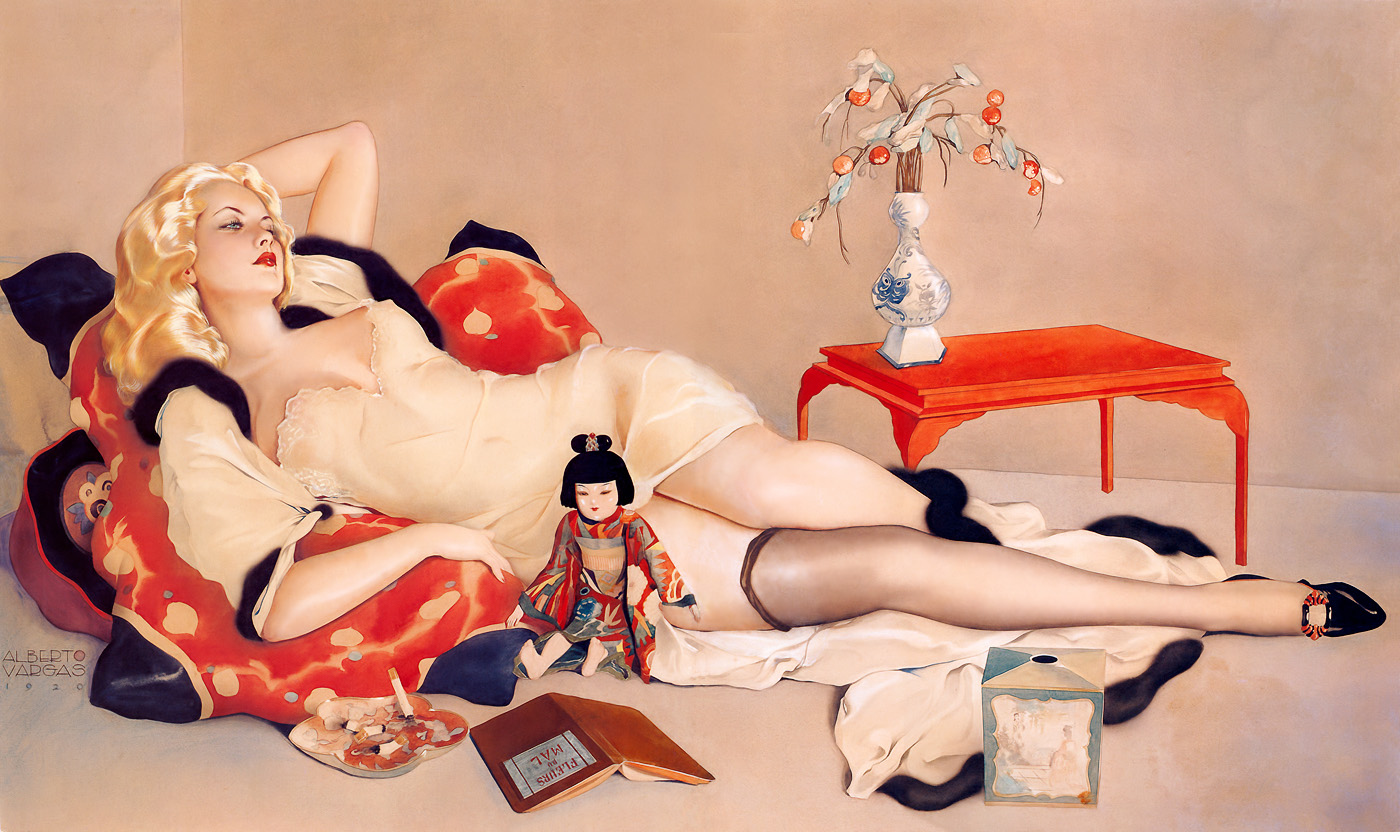
Les Fleurs du mal, 1920.
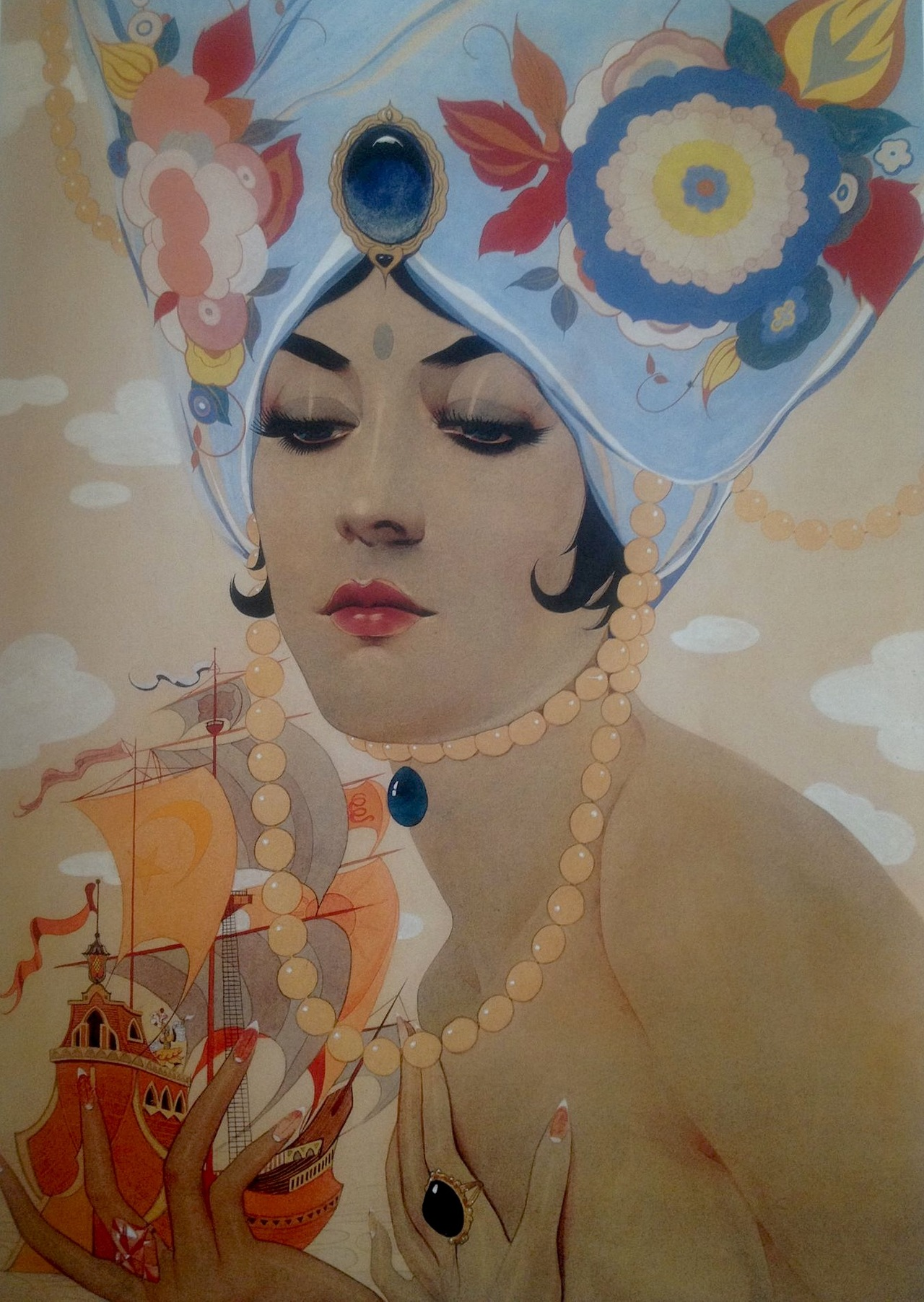
Scheherazade, 1921.
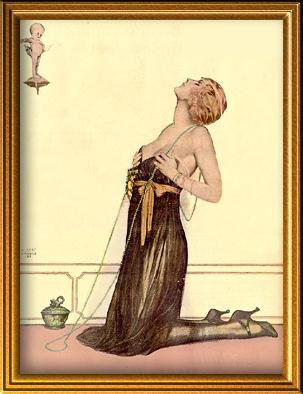
Illustration pour The American Weekly (en), 1921, inspirée d'un dessin de Raphael Kirchner de 1916.
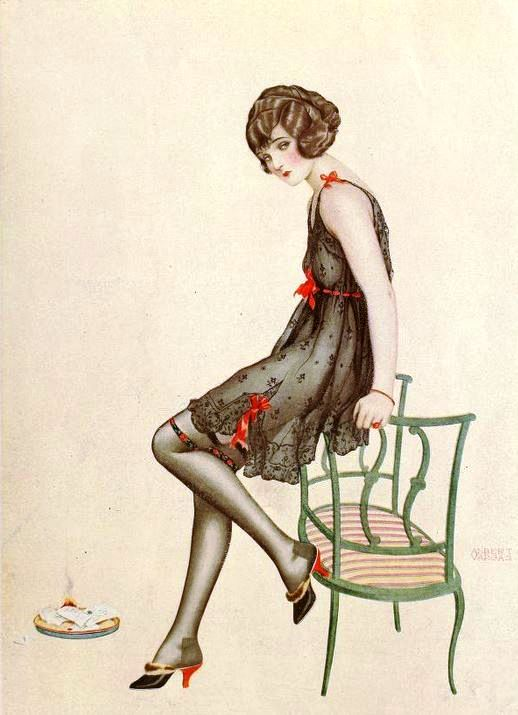
Derrière la scène 1922.
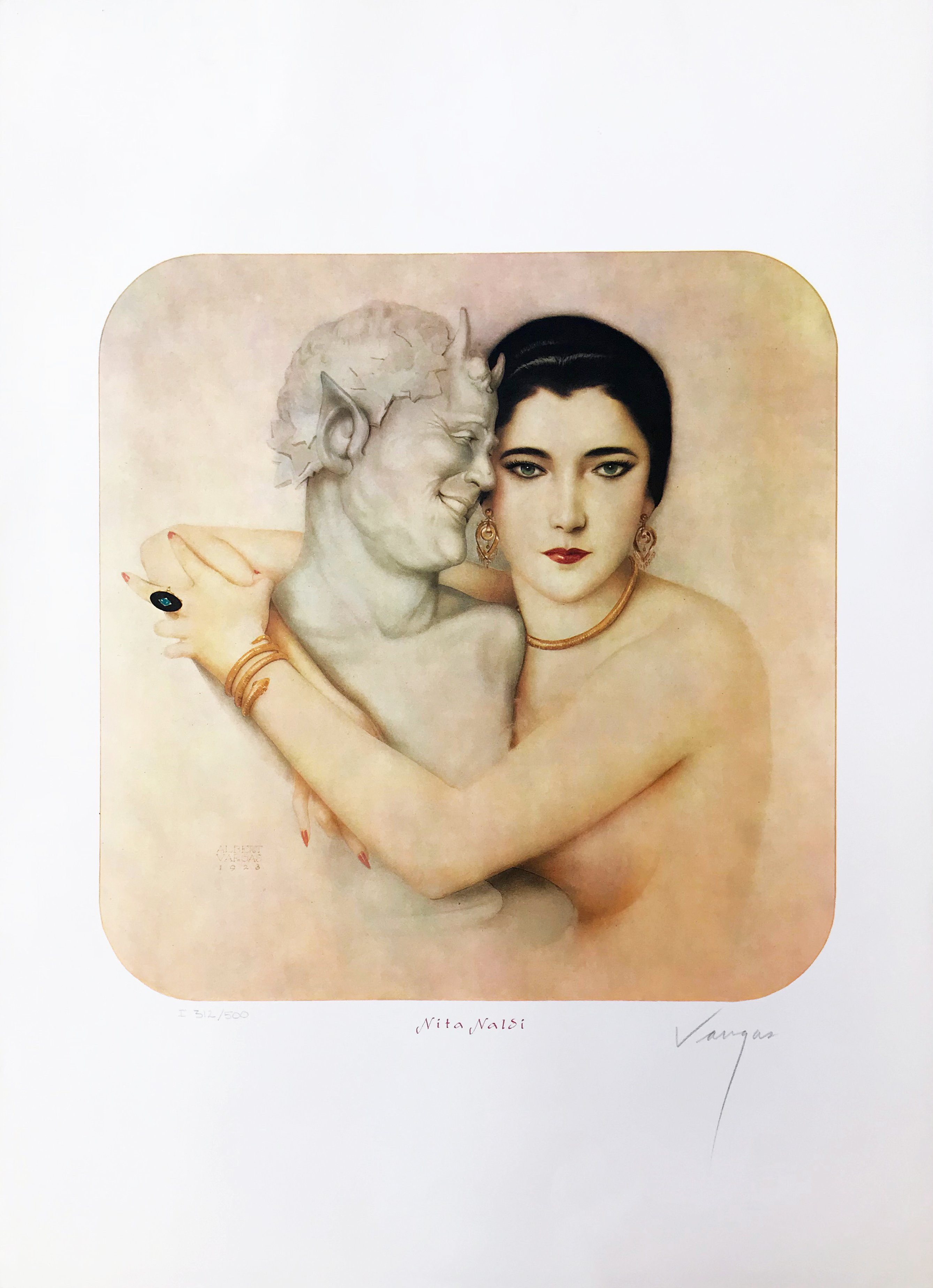
Représentation de l'actrice Nita Naldi avec une statue de faune, 1923.
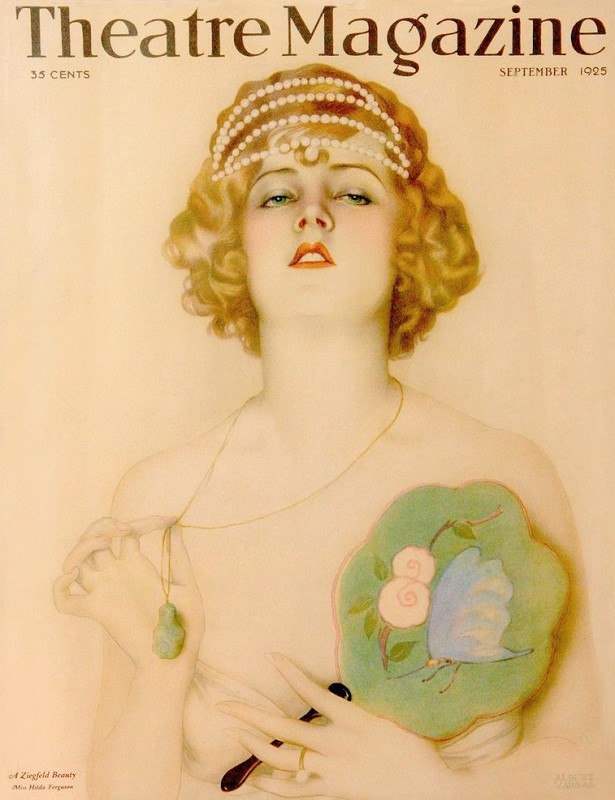
Illustration de la comédienne Hilda Ferguson en couverture de Theatre Magazine, 1925.
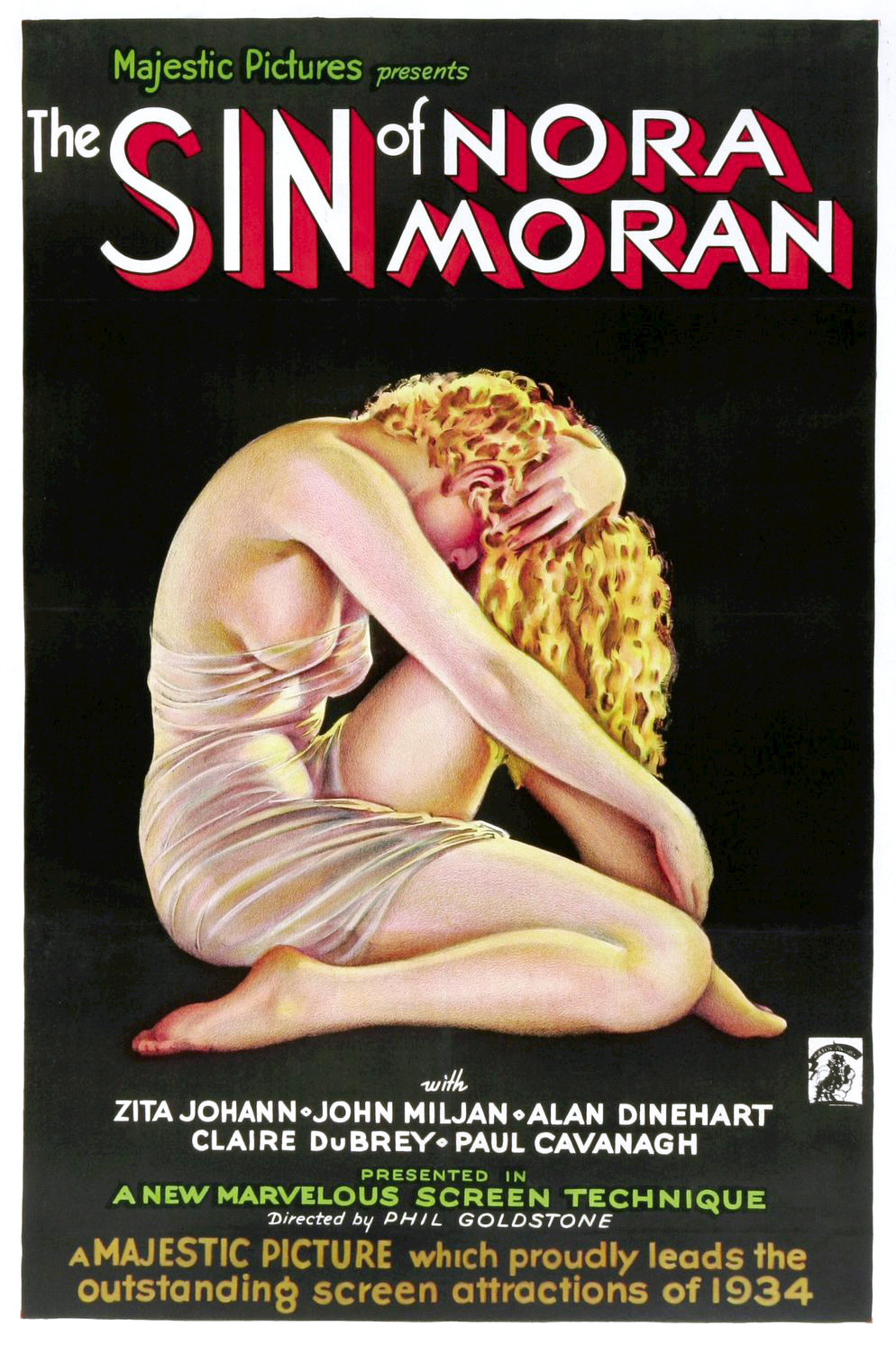
Affiche du film The Sin of Nora Moran, 1933